# Wacław Wierzbicki (1922–2018)
Wacław Wierzbicki (ur. 27 maja 1922 w Janowiczach koło Klecka, zm. 24 grudnia 2018) – polski działacz kombatancki i polonijny w USA, uczestnik II wojny światowej, porucznik WP w stanie spoczynku.

## Życiorys
Pochodził w Kresów Wschodnich. W dwudziestoleciu międzywojennym należał do harcerstwa. Po wybuchu wojny, w 1940 został wraz z rodziną deportowany na Syberię. W 1941 wstąpił do Polskich Sił Zbrojnych, tworzonych na terenie ZSRR, a następnie wraz z 2 Korpusem Polskim (PSZ) przeszedł cały szlak bojowy. Służył w 4 Kresowym Pułku Artylerii Lekkiej, w stopniu kanoniera. Brał udział między innymi w bitwie o Monte Cassino oraz wyzwalaniu Bolonii. Po wojnie wyemigrował do USA, gdzie działał w organizacjach polonijnych w tym Kongresie Polonii Amerykańskiej, Stowarzyszeniu Polskich Kombatantów w Stanach Zjednoczonych oraz Stowarzyszeniu Weteranów Armii Polskiej w Ameryce. Piastował także przez 6 lat funkcję prezesa Polskiej Szkoły im. Tadeusza Kościuszki w Chicago. Był donatorem odbudowy kościoła pw. Trójcy Świętej w Klecku na Białorusi.
Ostatni okres życia spędził w hospicjum na przedmieściach Chicago. Zmarł 24 grudnia 2018 i został pochowany na Resurrection Catholic Cemetery & Mausoleums.

## Wybrane odznaczenia
- Krzyż Oficerski Orderu Zasługi Rzeczypospolitej Polskiej[1]
- Złoty Krzyż Zasługi (dwukrotnie)[4]
- Krzyż Pamiątkowy Monte Cassino[4] nr 20595